# Moneytalks
Moneytalks – singel australijskiej grupy hardrockowej AC/DC, promujący album studyjny The Razor’s Edge (1990). Został wydany 8 grudnia 1990 nakładem Atco Records. Z utworem tym związane są tzw. Angus Bucks (ang. Dolary Angusa), fałszywe dolary z wizerunkiem Angusa Younga. Podczas wykonywania Moneytalks podczas trasy koncertowej AC/DC w 1990, tysiące takich dolarów były zrzucane na widownię.
Podobnie jak poprzedni singel Thunderstruck, Moneytalks jest jednym z popularniejszych utworów AC/DC. Na liście przebojów Mainstream Rock Songs singel znalazł się na trzeciej pozycji.

## Personel
- Brian Johnson – wokal
- Angus Young – gitara prowadząca
- Malcolm Young – gitara rytmiczna
- Cliff Williams – gitara basowa
- Chris Slade – perkusja